# 荷莫茲副南鰍
荷莫茲副南鰍（學名：Paraschistura hormuzensis），為輻鰭魚綱鯉形目條鰍科副南鰍屬的其中一種。分布於亞洲伊朗米納布河流域，體長可達5.2公分，棲息在河川底層水域，生活習性不明。

## 扩展阅读
維基物種上的相關：荷莫茲副南鰍